# Erwin Rauch
Erwin Rauch (Berlino, 19 ottobre 1889 – Kirchenlamitz, 26 febbraio 1969) è stato un generale tedesco della Wehrmacht durante la seconda guerra mondiale che ha comandato molte divisioni differenti, ed è stato decorato con la Croce di Cavaliere della Croce di Ferro. Era cognato di Rudolf Hess, capo della cancelleria del Reich.

## Biografia
Ufficiale durante la prima guerra mondiale, raggiunse il grado di generale durante il secondo conflitto partecipando con le truppe tedesche all'invasione della Polonia nel 1939 e l'anno successivo prendendo parte all'invasione del Belgio e della Francia. Prese quindi parte all'Operazione Barbarossa ove si distinse nell'assedio di Leningrado e nel combattimento della sacca di Demiansk oltre che nella battaglia del Dniepr.
Rientrato in Francia per contrastare l'invasione della Normandia, al termine della guerra venne catturato da truppe americane presso Cap de la Chèvre nel settembre del 1944, dopo la caduta della fortezza di Brest che egli aveva contribuito a difendere. Come prigioniero risultò particolarmente importante data la sua posizione di cognato di Rudolf Hess, capo della cancelleria del Reich e uomo tra i più fidati di Adolf Hitler.
Suo figlio divenne comandante della 3.Kompanie/Infanterie-Regiment 418 nella zona di Demiansk nell'autunno del 1941.
Liberato dalla prigionia, morì a Kirchenlamitz nel 1969.